# Římskokatolická farnost Těmice
Římskokatolická farnost Těmice je bývalým územním společenstvím římských katolíků v rámci pelhřimovského vikariátu českobudějovické diecéze, které se po svém zániku 31. prosince 2019 stalo součástí farnosti Kamenice nad Lipou.

## O farnosti

### Historie
Roku 1359 se v Těmicích připomíná plebánie. Ta později zanikla a kostel byl filiálním k farnosti Kamenice nad Lipou. V roce 1785 byla v místě založena lokálie, k níž náležely vsi Babín, Benešov, Drahoňov, Dráchov a Krumvald, matriční knihy byly vedeny od roku 1787. V roce 1858 byla z lokálie zřízena samostatná farnost, do jejíž správy přibyla Babinka,  Knížata a Staré Hutě.

### Duchovní správa
Přehled duchovních správců franosti:
- 1787–1798 P. Jan František Popelka († 17. července 1813), od roku 1810 biskupský vikář[6]
- 1798–1801 P. František Rubricius
- 1801–1808 P. František Hanikýř
- 1808–1823 P. Ignác Mach
- 1823–1852 P. František Edelmann
- 1852–1854 P. Matěj Tesař
- 1854–1860 P. Josef Svoboda
- 1860–1882 P. František Vojta
- 1882–1909 P. Václav Prošek
- 1910–1924 P. Vojtěch Slunečko, dříve farář farnosti Lidmaň[7]
- 1925–1933 P. František Stupka
- od 1934 P. Jan Zévl
- 1940–1963 P. Matěj Farka
- 1963–1964 P. Vladimír Třebín
- 1964–1988 P. Václav Matějů (* Skrýšov † 19. června 1988 Kamenice nad Lipou), byl 17 let farářem v Mnichu a 30 let ve farnosti Kamenice nad Lipou[6]
- 1988–1990 P. Josef Charypar (* 19. prosince 1948),[8] † 5. srpna 2025[9] člen Schönstattského hnutí[10]
- 1990–1991 P. Imrich Važan (21. prosince 1939 Opatovce nad Nitrou –  29. června 1999 Bojnice), farnost spravoval excurrendo z Kamenice nad Lipou, po té se vrátil na Slovensko[11]
- 1991–1992 P. Ladislav Daněk (7. dubna 1928 – 29. června 2004 České Budějovice), administrátor excurrendo z Kamenice nad Lipou[6]
- 1992–1993 P. František Hochman
- 1993–2002 P. Ladislav Daněk
- 2002–2004 P. Mariusz Ratyňski, od roku 2014 působí v arcidiecézi vídeňské[12]
- 2004 – 30. června 2013 P. František Hroznata Janoušek, OPraem. (20. března 1939[2] Kardašova Řečice – 24. února 2025 Bechyně), kněz a básník[13][2]
- 1. července 2013 – 31. prosince 2019 P. Mgr. Václav Šika (* 22. května 1966)[2]

## Kostely a kaple farnosti
| Obrázek | Kostel                      | Místo   | Bohoslužba             | Bohoslužba                | Poznámka            |
| ------- | --------------------------- | ------- | ---------------------- | ------------------------- | ------------------- |
|         | Kaple                       | Babín   | neslouží se pravidelně | neslouží se pravidelně    | obecní kaple        |
|         | Kaple                       | Benešov | neslouží se pravidelně | neslouží se pravidelně    | obecní kaple        |
|         | Kostel sv. Jana Evangelisty | Těmice  | sobota                 | 17.00 v zimě 18.00 v létě | bývalý farní kostel |